# Anthracoidea caryophylleae
Anthracoidea caryophylleae är en svampart som beskrevs av Kukkonen 1963. Anthracoidea caryophylleae ingår i släktet Anthracoidea och familjen Anthracoideaceae.   Inga underarter finns listade i Catalogue of Life.